# Antrocarcinus petrosus
Antrocarcinus petrosus is een krabbensoort uit de familie van de Xanthidae. De wetenschappelijke naam van de soort is voor het eerst geldig gepubliceerd in 1994 door Ng & D. G. B. Chia.